# Nyovani Madise

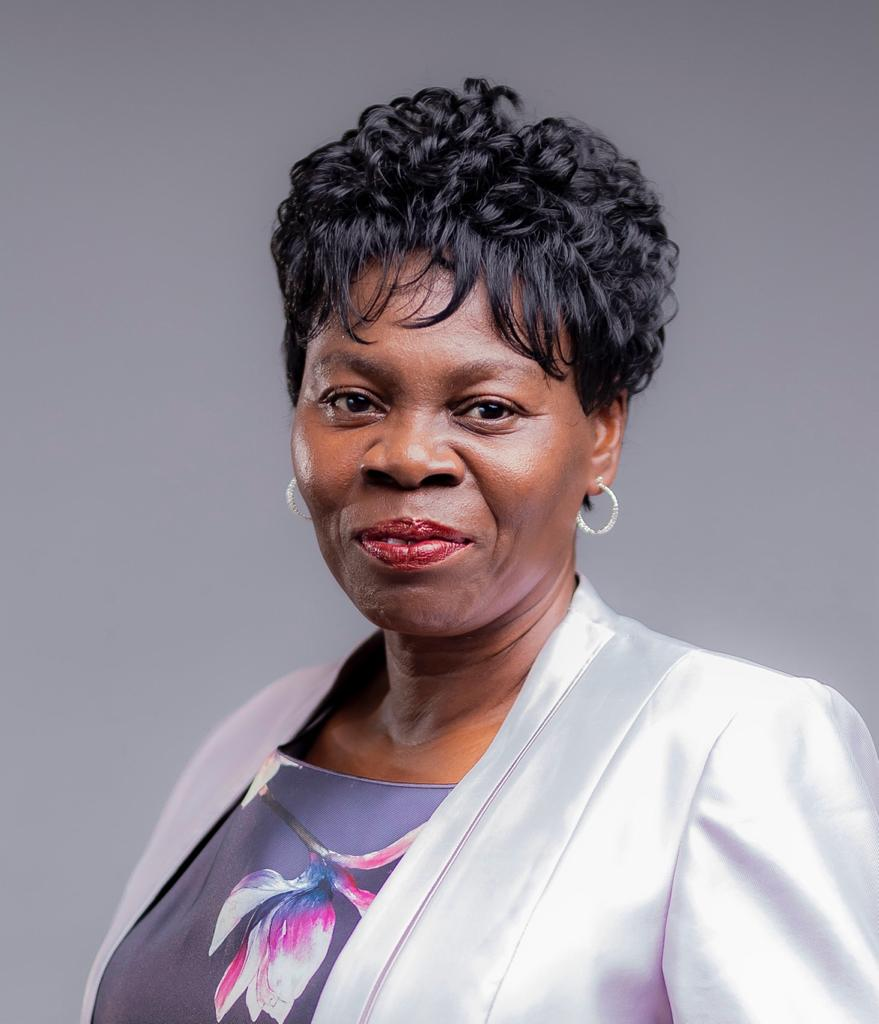
Professor Nyovani Madise

Nyovani Janet Madise ist eine Wissenschaftlerin und politische Beraterin aus Malawi. Sie ist derzeit Director of Research and Sustainable Development Policies und Leiterin des Büros des African Institute for Development Policy. Sie ist Beraterin der Weltgesundheitsorganisation und ehemalige Professorin an der University of Southampton in Demographie und Sozialstatistik. Nyovani hat über 100 peer-reviewte Forschungspublikationen veröffentlicht, welche sich mit globalen Gesundheitsthemen beschäftigen und den Einfluss von sozio-ökonomischen Faktoren auf die Gesundheit in einkommensschwachen Ländern beschreiben.
Sie war eine Hauptberaterin für Melinda French Gates in Bezug auf Familienplanung in Afrika für deren Auftritt 2014 bei TEDx in Berlin und bei ihrem London Family Planning Summit 2012. 2007 sprach Madise bei der 40. Sitzung der United Nations Commission on Population and Development in New York und beleuchtete die Bedeutung von Verstehen und Investieren in Gesundheit und Bildung von Afrikas nächster Generation.

## Ausbildung und Wirken
Nyovani Madise wurde in Blantyre, Malawi geboren. Ihr Vater war Angestellter, ihre Mutter arbeitete im Radiogewerbe. Sie besuchte die Universität von Malawi und machte 1983 einen Abschluss in Mathematik und Statistik. Dann zog sie nach Großbritannien, wo sie einen Master of Science und dann einen Ph.D. in Social Statistics an der University of Southampton erwarb.
2016 wurde sie mit einem Ehrendoktor (honorary higher doctoral degree, DSc) der University of Aberdeen ausgezeichnet als Anerkennung ihrer Beiträge zur Forschung über Gesundheitsvorsorge in Afrika. Madise war zuvor Lecturer an der University of Malawi und arbeitete als Senior Research Scientist am African Population and Health Research Center in Kenia. Sie hatte zahlreiche Führungspositionen inne, unter anderem als Associate Dean of Research in einer Fakultät in Southampton, Deputy Head of School; University Lead for Equality, Diversity, and Inclusion (Gleichstellungsbeauftragte); Director of Public Policy und Director of the Centre for Global Health, Population, Poverty, and Policy in Southampton.

## Beratung
Madise ist eine der 15 Wissenschaftler, welche vom Generalsekretär der Vereinten Nationen beauftragt wurden den Global Sustainable Development Report (Globaler Nachhaltigkeitsbericht) 2023 zu verfassen. Der Report soll zur Halbzeit der Agenda 2030 veröffentlicht werden, wenn die Welt noch um den Wiederaufbau nach der COVID-19-Pandemie kämpft. Darin sollen Lösungen zur Erreichung der Ziele für Nachhaltige Entwicklung angeboten werden. Madise wurde auch als Co-Vorsitzende für die Abfassung des Global Environment Outlook Assessment Report ernannt.
Madise ist zudem Stellvertretende Vorsitzende des Population Council Board of Trustees., wo sie spezielle Projekte anregt und Trustee of the Liverpool School of Tropical Medicine.
Sie sitzt im Vorstand der AmplifyChange LTD, welche Interessen- und Aktivistengruppen unterstützt, welche die fünf Prioritätsziele (i) Beseitigung geschlechtsspezifischer Gewalt, (ii) Beseitigung von Hindernissen für eine sichere Abtreibung, (iii) Bekämpfung von Stigmatisierung und Diskriminierung, (iv) Verbesserung der sexuellen Gesundheit junger Menschen und (v) Verbesserung des Zugangs zu reproduktiver Gesundheit vorantreiben.
Madise ist Mitglied der Advisory Group of Population and Public Health Early Career Advisory Group. Sie ist Vize-Vorsitzende des University of Malawi Council.

## Werke

### „Is Poverty a Driver for Risky Sexual Behaviour? Evidence from National Surveys of Adolescents in four African Countries“ 2007
Madise verfasste zusammen mit Eliya Zulu und James Ciera den Artikel mit dem Titel: „Ist Armut ein Auslöser für riskantes Sexualverhalten? Erkenntnisse aus nationalen Umfragen unter Jugendlichen in vier afrikanischen Länder“. Die Untersuchung war durch zwei Faktoren motiviert: Erstens die höchste HIV-Prävalenz unter jungen Menschen in Afrika; Zweitens die Tatsache, dass es offenbar keinen wissenschaftlichen Konsens über den Zusammenhang zwischen Armut und riskantem Sexualverhalten in Afrika gab; Die Ergebnisse hingen stark von der Art der gesammelten Daten, der Anzahl der Teilnehmer und der Arbeitsdefinition von Geschlechtsverkehr ab. Auf der Makroebene haben Untersuchungen gezeigt, dass ärmere Länder unter der HIV-Epidemie stärker leiden als wohlhabendere. Auf Mikroebene sind es jedoch einige der reichsten Länder in Subsahara-Afrika wie Botswana und Südafrika, welche die höchste HIV-Rate in der Region haben. Dies widerspricht den Daten auf der Makroebene. Tatsächlich haben ärmere Länder wahrscheinlich weniger Ressourcen, um in Präventionsdienste zu investieren. Aber es scheint einen positiven Zusammenhang zwischen Wohlstand und der HIV-Prävalenz auf dem afrikanischen Kontinent zu geben. Die Ausbreitung von HIV in afrikanischen Ländern ist mit Mobilität verbunden. Wohlhabendere Menschen reisen und setzen sich mehr HIV-Infektionen aus, was die Ausbreitung begünstigt.
Um diesem Problem auf den Grund zu gehen, machten sich Madise, Zulu und Cierra daran, dieses Problem anzugehen, indem sie Daten aus vier verschiedenen Ländern sammelten: Burkina Faso, Malawi, Uganda und Ghana mit über 19.500 Teilnehmern im Alter zwischen 12 und 19 Jahren. Diese Länder wurden ausgewählt, weil sie unterschiedliche Niveaus und Kontexte der HIV-Prävalenz bieten. Ihre Ergebnisse zeigten, dass Mädchen aus den reichsten Quintilen in Malawi, Burkina Faso und Ghana im Vergleich zu armen Mädchen später sexuell aktiv werden. Dies war für Uganda nicht der Fall. Darüber hinaus war die Wahrscheinlichkeit, dass wohlhabende Jugendliche bei ihrem letzten Geschlechtsakt Kondome benutzten, höher. In Uganda und Ghana schließlich hatte der Wohlstandsstatus einen positiven Zusammenhang mit der Wahrscheinlichkeit, mehr Partner zu haben. Der Bericht, dass Armut die Wahrscheinlichkeit erhöht, dass arme Mädchen Sex haben, steht im Einklang mit Untersuchungen, die gezeigt haben, dass dies im Austausch gegen Geschenke und Geld geschieht. Das Papier hebt auch hervor, dass Jugendliche, die zur Schule gehen, häufiger Geschlechtsverkehr haben als Jugendliche, die nicht zur Schule gehen. Das Papier kommt zu dem Schluss, dass Armut die Wahrscheinlichkeit riskanten Sexualverhaltens beeinflusst, insbesondere bei jungen Frauen.

### „Is There an Urban Advantage in Child Survival in Sub-Saharan Africa? Evidence From 18 Countries in the 1990s“ 2011
Der Artikel „Gibt es einen städtischen Vorteil beim Überleben von Kindern in Afrika südlich der Sahara? Beweise aus 18 Ländern in den 1990er Jahren“ wurde von Madise zusammen mit Philippe Bocquier und Eliya Msiyaphazi Zulu verfasst. Die Verfasser beobachteten Muster höherer Kindersterblichkeit von Land-Stadt-Migranten im Vergleich zu städtischen Nichtmigranten und verglichen Daten aus 18 afrikanischen Ländern. Sie kamen zu der Begründung, dass es nicht unbedingt auf den Wohnort, sondern auf den Zugang zu Dienstleistungen und wirtschaftlichen Möglichkeiten ankommt, die für das Überleben des Kindes wichtig sind. Sie verwendeten Daten, die zwischen 1995 und 2001 in 18 afrikanischen Ländern gesammelt wurden, und untersuchten den Migrationsstatus der Mutter und Auswirkungen auf die Bedingungen, wie etwa Unterschiede im sozioökonomischen Status, Hygiene und individuelle Merkmale des Kindes.
Beim Vergleich von Land-Stadt-Migranten mit Stadtbewohnern schneiden Migranten nur in weniger als der Hälfte der Länder schlechter ab als Einheimische, daher ist die wahrgenommene Benachteiligung städtischer Migranten bei der Kinderüberlebensrate gegenüber Stadtbewohnern nicht allgemeingültig. Diejenigen, die vom Land in die Stadt ziehen, sind möglicherweise relativ wohlhabender oder haben einen besseren Zugang zu Gesundheitsdiensten als andere Landbewohner. Andererseits haben Kinder von Stadtbewohnern, die in ländliche Gebiete abwandern, im Vergleich zu anderen Stadtbewohnern in städtischen Gebieten eine sehr hohe Sterblichkeitsrate, da sie tendenziell die ärmsten Slumbewohner sind und keinen Zugang zu Dienstleistungen haben. Die Ergebnisse bestätigen die Ansicht, dass die Kindersterblichkeit in städtischen Gebieten niedriger ist als in ländlichen Gebieten, wenn ländliche Haushalte jedoch Zugang zu sanitären Einrichtungen und Dienstleistungen haben und sich ihr wirtschaftliches Wohlergehen verbessert, kann die Kindersterblichkeit den so genannten Stadtvorteil sogar mehr als ausgleichen.

### „Protecting female migrants from forced sex and HIV infection“ 2017
In dem Artikel „Schutz weiblicher Migranten vor erzwungenem Sex und HIV-Infektion“ bewerten Madise und Bernard Onyango zunächst das Problem auf Makroebene und weisen darauf hin, dass 30 % der Frauen weltweit Opfer von Missbrauch durch jemanden geworden sind, den sie kennen. Dieser Missbrauch hat negative emotionale, mentale und gesundheitliche Auswirkungen auf Frauen. Madise und Onyango zitieren den Artikel von Julie Pannetier und Kollegen in The Lancet Public Health, der zeigt, dass einige Migranten die Europa erreichen schon mit HIV infiziert sind, wenn sie ihr Ziel erreichen. Dies widerspricht der landläufigen Meinung, dass viele dieser Migranten aus Subsahara-Afrika bereits vor ihrer Ankunft mit der Epidemie infiziert sind. Die Autoren weisen darauf hin, dass es sich bei den migrierenden Frauen in der Regel um gering qualifizierte Arbeitskräfte handelt, die aufgrund der Armut und des hohen Risikos sexueller Gewalt aus ihren Heimatländern fliehen.
Ein Bericht des UNHCR legt nahe, dass einige dieser Frauen gezwungen sind, ihre Transportkosten und Papiere für die Einreise nach Europa durch den Austausch sexueller Gefälligkeiten zu bezahlen. Wenn es bei der Ankunft in Europa an Grundbedürfnissen wie Unterkunft und Gesundheitsversorgung mangelt, erhöht sich das Risiko, sexuell missbraucht zu werden, da sie gefährdet sind. Die Verwundbarkeit wird durch Armut erhöht, welche die Ungleichheit erhöht und zu einem Machtungleichgewicht zwischen Arm und Reich führt. Dieses Machtungleichgewicht wird dazu führen, dass die Frau ihr Selbstwertgefühl herabsetzt und letztendlich zu transaktionalem Sex führt. Das Papier kommt zu dem Schluss, dass Frauen einen erheblichen Anteil der Migranten ausmachen und daher bei der Gestaltung von Migrationsvorschriften und -politiken eine geschlechtsspezifische Analyse erforderlich ist.

### „Level the playing field for science in the global South“ 2020
In dem Artikel „Gleiche Wettbewerbsbedingungen für die Wissenschaft im globalen Süden“ betont Madise die Notwendigkeit wissenschaftlicher Zusammenarbeit, da diese die globale Entwicklung vorantreibt. Der COVID-19-Notstand hat gezeigt, wie vernetzt die Welt ist und wie wichtig es für Wissenschaftler ist, weiterhin über nationale und regionale Grenzen hinweg zusammenzuarbeiten. Trotz der wirtschaftlichen, politischen und sozialen Auswirkungen der Krise sollten man am Weltwissenschaftstag für Frieden und Entwicklung über die Fortschritte nachdenken, die durch die wissenschaftliche Zusammenarbeit in der globalen Entwicklung erzielt wurden.
In Ländern mit niedrigem und mittlerem Einkommen (low- and middle-income countries, LMICs) konnte ein starker Anstieg der Produktivität sowie der Qualität von Forschung und Innovation beobachtet werden. Dazu gehören große länderübergreifende klinische Studien und Fortschritte in den Bereichen Gesundheit, mobile Technologie und Datenaustausch sowie die Verbreitung erschwinglicher, nachhaltiger Energietechnologien. Dieser Fortschritt wurde durch die Ziele für nachhaltige Entwicklung (SDG) vorangetrieben, die 2015 von allen Ländern als „gemeinsamer Entwurf für Frieden und Wohlstand für die Menschen und den Planeten jetzt und in der Zukunft“ vereinbart wurden. Die Länder haben entschieden, auf welches der 17 SDGs sie sich konzentrieren möchten, und dadurch sind Koalitionen mit gemeinsamem Interesse rund um diese Ziele entstanden.

## Werke
- Monica Akinyi Magadi, Nyovani Janet Madise, Roberto Nascimento Rodrigues: Frequency and timing of antenatal care in Kenya: explaining the variations between women of different communities. 2000. (Häufigkeit und Zeitpunkt der Schwangerschaftsvorsorge in Kenia: Erklärung der Unterschiede zwischen Frauen verschiedener Gemeinschaften.)
- Priscilla A Akwara, Nyovani Janet Madise, Andrew Hinde: Perception of risk of HIV/AIDS and sexual behaviour in Kenya. 2003. (Wahrnehmung des HIV/AIDS-Risikos und sexuellen Verhaltens in Kenia.)
- Rob Stephenson, Angela Baschieri, Steve Clements, Monique Hennink, Nyovani Madise: Contextual influences on the use of health facilities for childbirth in Africa. 2006. (Kontextuelle Einflüsse auf die Nutzung von Gesundheitseinrichtungen für Geburten in Afrika.)
- Elizabeth W Kimani-Murage, Nyovani J. Madise, Jean-Christophe Fotso, Catherine Kyobutungi, Martin K. Mutua, Tabither M. Gitau, Nelly Yatich: Patterns and determinants of breastfeeding and complementary feeding practices in urban informal settlements, Nairobi Kenya. 2011. (Muster und Determinanten des Stillens und der ergänzenden Ernährungspraktiken in städtischen informellen Siedlungen, Autoren aus Nairobi, Kenia.)
- Ann M. Moore, Kofi Awusabo-Asare, Nyovani Madise, Johannes John-Langba, Akwasi Kumi-Kyereme: Coerced first sex among adolescent girls in sub-Saharan Africa: prevalence and context. 2007. (Erzwungener erster Sex bei jugendlichen Mädchen in Afrika südlich der Sahara: Prävalenz und Kontext.)
- Guy M. Poppy, Sosten Chiotha, Felix Eigenbrod, Celia A. Harvey, Miroslav Honzák, Malcolm D. Hudson, Andy Jarvis, N. J. Madise, Kate Schreckenberg, C. M. Shackleton, F. Villa, Terence P. Dawson: Food security in a perfect storm: using the ecosystem services framework to increase understanding. 2014. (Ernährungssicherheit in einem perfekten Sturm: Nutzung des Ökosystem-Dienstleistungs-Rahmens um Verständnis zu fördern.)